# Гежвалд
Гежвалд (пол. Gierzwałd, нім. Geierswalde) — село в Польщі, у гміні Грюнвальд Острудського повіту Вармінсько-Мазурського воєводства.
Населення — 798 осіб (2011).

## Демографія
Демографічна структура станом на 31 березня 2011 року:
|          | Загалом | Допрацездатний вік | Працездатний вік | Постпрацездатний вік |
| -------- | ------- | ------------------ | ---------------- | -------------------- |
| Чоловіки | 396     | 80                 | 286              | 30                   |
| Жінки    | 402     | 83                 | 242              | 77                   |
| Разом    | 798     | 163                | 528              | 107                  |